# Plagiostenopterina
Plagiostenopterina är ett släkte av tvåvingar. Plagiostenopterina ingår i familjen bredmunsflugor.

## Dottertaxa tillPlagiostenopterina, i alfabetisk ordning[1]
- Plagiostenopterina aenea
- Plagiostenopterina angusta
- Plagiostenopterina armata
- Plagiostenopterina calcarata
- Plagiostenopterina cinctaria
- Plagiostenopterina claudiana
- Plagiostenopterina crinita
- Plagiostenopterina cyanosoma
- Plagiostenopterina diptera
- Plagiostenopterina discolor
- Plagiostenopterina dubiosa
- Plagiostenopterina egregia
- Plagiostenopterina enderleini
- Plagiostenopterina farinosa
- Plagiostenopterina fasciata
- Plagiostenopterina flavofemorata
- Plagiostenopterina formosana
- Plagiostenopterina friederichsi
- Plagiostenopterina gemina
- Plagiostenopterina goodi
- Plagiostenopterina hebes
- Plagiostenopterina imitans
- Plagiostenopterina inapta
- Plagiostenopterina inermis
- Plagiostenopterina interrupta
- Plagiostenopterina lativentris
- Plagiostenopterina leytensis
- Plagiostenopterina macies
- Plagiostenopterina marignata
- Plagiostenopterina mediontata
- Plagiostenopterina neurostigma
- Plagiostenopterina nigrocostata
- Plagiostenopterina nyassica
- Plagiostenopterina ochripes
- Plagiostenopterina olivacea
- Plagiostenopterina pallidipes
- Plagiostenopterina parva
- Plagiostenopterina plagiata
- Plagiostenopterina planidorsum
- Plagiostenopterina rificeps
- Plagiostenopterina rufa
- Plagiostenopterina samoaensis
- Plagiostenopterina similis
- Plagiostenopterina soror
- Plagiostenopterina submetallica
- Plagiostenopterina teres
- Plagiostenopterina trifasciata
- Plagiostenopterina trivittata
- Plagiostenopterina trivittigera
- Plagiostenopterina westermanni
- Plagiostenopterina vicaria
- Plagiostenopterina vittigera
- Plagiostenopterina yunnana